# Paluweh
Paluweh (nebo také Rokatenda) je menší sopka na indonéském ostrově Palu'e nedaleko severního pobřeží ostrova Flores. Celková výška stratovulkánu je téměř 4 000 m, nicméně jeho tři čtvrtiny leží skryty pod hladinou moře. Vrchol je ukončený několika překrývajícími se krátery a lávovými dómy. Paluweh je známý svojí erupcí z konce léta 1928, která vyvolala vlny tsunami a vyžádala si tak oběti na životech.